# Tang Xianhu
Tang Xianhu (* 13. März 1942 in Bukit Kemuning, Indonesien; ursprünglich Thing „The Thing“ Hian Houw bzw. Tong Sin Fu; chinesisch 湯仙虎 / 汤仙虎, Pinyin Tāng Xiānhǔ, Jyutping Tong1 Sin1fu2) ist ein ehemaliger chinesischer Badmintonspieler und ein aktueller Trainer der chinesischen Badmintonnationalmannschaft.

## Karriere
Thing Hian  Houw wurde in Indonesien geboren und wuchs in Jakarta auf. Er war einer der führenden Juniorenspieler Indonesiens. Danach war er von 1961 bis 1979 als Wettkampfsportler in China aktiv. 1963 gewann er die Einzelwertung bei den Games of New Emerging Forces, 1966 bei den Asian Games of New Emerging Forces. Von 1965 bis 1975 war er bei den National Games in China sowohl im Einzel als auch mit dem Team ungeschlagen. Tang Xianhu konnte bei den Asienspielen 1974 zwei Bronzemedaillen gewinnen. Eine gewann er im Doppel mit Chen Tianxiang, die zweite im Mixed mit Chen Yuniang. Vier Jahre später gewann er bei der gleichen Veranstaltung die Mixedkonkurrenz mit Ling Changai und holte Silber im Doppel mit Lin Shinchuan. Nach seiner aktiven Zeit als Spieler begann er eine Trainerlaufbahn. Von 1987 bis 1998 trainierte er das indonesische Nationalteam, danach das chinesische.
2002 wurde er in die Badminton Hall of Fame aufgenommen. Als Trainer der chinesischen Badmintonnationalmannschaft nahm er 2000 und 2004 an den Olympischen Spielen teil und führte Ji Xinpeng zu Olympiasieg.